# Bourse subtendineuse prépatellaire
La bourse subtendineuse prépatellaire (ou bourse séreuse pré-rotulienne profonde) est une bourse synoviale inconstante du membre inférieur située au niveau du genou.

## Description
La bourse subtendineuse prépatellaire est située entre la patella et le tendon terminal du muscle quadriceps fémoral.